# Giuseppe Pinot-Gallizio
Giuseppe Pinot-Gallizio (né Giuseppe Gallizio le 12 février 1902 à Alba, dans la province de Coni, au Piémont et mort le 13 février 1964 dans la même ville) est un peintre italien du XXe siècle, qui fut l'un des fondateurs de l'Internationale situationniste et l'inventeur de la « peinture industrielle. »

## Biographie
Après avoir obtenu en 1924 une licence de chimie et de pharmacie à l’université de Turin, Giuseppe Gallizio retourne dans sa ville natale, où il ouvre une pharmacie de 1930 à 1941. En février 1944, il combat dans les rangs des partisans et, le 12 mai 1945, entre à la municipalité d’Alba comme membre du Comité de libération nationale (CNL). Il participe à la municipalité d’Alba jusqu’en 1960 et devient ami de Beppe Fenoglio. À partir de 1946, il dispense des cours d’herborisme, d’arômes et d’œnologie – d’où lui viendra son surnom de Pinot. En 1952, il fait la connaissance de Piero Simondo, un jeune peintre turinois avec lequel il s’initie aux techniques artistiques.
En 1955, il rencontre Asger Jorn à Albisola (province de Savone, Ligurie) et, à Alba en septembre, fonde avec lui et Simondo le Laboratoire expérimental du Mouvement international pour un Bauhaus imaginiste (MIBI), lui-même fondé par Jorn en 1953. En septembre 1956, il organise avec Jorn le Premier Congrès mondial des artistes libres à Alba où se réunissent les délégués de fractions avant-gardistes de huit nations sur le thème « Les arts libres et l'activité industrielle ». En novembre, il rencontre Guy Debord et Michele Bernstein. Le 28 juillet 1957, à Cosio di Arroscia dans les Alpes de Ligurie, il s'abstient lors du vote qui entérine la fondation de l'Internationale situationniste à laquelle il participe ensuite très activement jusqu’à son exclusion en mai 1960.
Au début de 1958, dans le Laboratoire expérimental d’Alba, il met au point la « peinture industrielle », destruction et dépassement de la peinture de chevalet. La première peinture industrielle réalisée forme un rouleau de 68 mètres de long sur 75 cm de large qu’il exposera à Turin à la galerie Notizie en mai 1958, accompagnée du texte Éloge de Pinot-Gallizio de Michèle Bernstein. Il produit et vend sa peinture au mètre. En mai 1959, il recouvre murs, plafond et sol de la galerie Drouin, à Paris, pour construire la « Caverne de l’anti-matière » à partir de 145 mètres de peinture industrielle.

## Œuvres
- La Caverne de l'anti-matière, 1958-1960
- Le Notti di cristallo, 1960-1962

- La Gibigianna, suite picturale en huit tableaux, 1960.